# اسپای‌هانتر (نرم‌افزار)
اسپای‌هانتر (به انگلیسی: SpyHunter) یک برنامه رایانه ضد جاسوسی برای سیستم عامل مایکروسافت ویندوز (ویندوز اکس‌پی و بعد از آن) است. این نرم‌افزار برای از بین بردن بدافزارها مانند اسب‌های تروجان، کرم‌های رایانه ای، روت کیت‌ها و سایر نرم‌افزارهای مخرب طراحی شده‌است.

## جزئیات
اسپای‌هانتر در حال حاضر در نسخه ۵ است و به روزرسانی‌های تعریف شده روزانه را دریافت می‌کند. اسپای‌هانتر نسخه رایگان دارد که به کاربر امکان اسکن رایانه خود را می‌دهد. اما برای حذف بدافزارهای پیدا شده، خرید آن لازم است.
در نسخه پولی، کاربر می‌تواند از یک سیستم پشتیبانی برای کمک استفاده کند.

## پذیرش انتقادی
- مجله پی‌سی مگزین در مارس ۲۰۰۴ به اسپای‌هانتر ۲ امتیاز از ۵ ستاره داد و گفت که در تشخیص نزم افزارهای جاسوسی خوب است، اما از عملکرد و قابلیت استفاده گلایه کرد.[۲]
- مجله پی‌سی مگزین در مارس ۲۰۱۶ به اسپای‌هانتر رتبه ۳ «از ۵ ستاره» را داد. این داور نتیجه‌گیری کرد، انیگما اسپای‌هانتر ۴ وعده داد که برای از بین بردن بدافزارهای فعال و کشتن بدافزارهایی که در هنگام راه اندازی فعال می‌شود، بهترین باشد. اما رقبا در نهایت عملکرده بهتری داشتند.[۱]

## دادخواست
در فوریه ۲۰۱۶، شرکت نرم‌افزاری انیگما شکایتی علیه بلیپینگ کامپیوتر (به انگلیسی: Bleeping Computer)، ارائه نمود. ادعا شده‌است. به نوبه خود، بلیپینگ کامپیوتر دادخواستی علیه شرکت نرم‌افزاری انیگما ارائه داد. در مارس ۲۰۱۷، نرم‌افزار شرکت انیگما در بیانیه مطبوعاتی اعلام کرد که در دادخواست علیه بلیپینگ کامپیوتر توافقی حاصل شده‌است و هر دو پرونده رد می‌شوند.
در اکتبر سال ۲۰۱۶، نرم‌افزار انیگما دادخواستی علیه فروشنده محبوب ضدبدافزار مالویربایتس تشکیل داد. این دعوی پس از آن آغاز شد که ضدبدافزار مالویربایتس شروع به هدف قرار دادن اسپای‌هانتر به عنوان یک برنامه بالقوه ناخواسته (شبه ویروس) کرد. در تاریخ ۷ نوامبر ۲۰۱۷، پرونده انیگما توسط دادگاه منطقه ایالات متحده رد شد.